# Kärntner Tauernblümchen
Das Kärntner Tauernblümchen (Lomatogonium carinthiacum), auch Saumnarbe oder Kärntner Saumnarbe genannt, ist eine Pflanzenart aus der Gattung der Tauernblümchen (Lomatogonium) innerhalb der Familie der Enziangewächse (Gentianaceae).

## Beschreibung

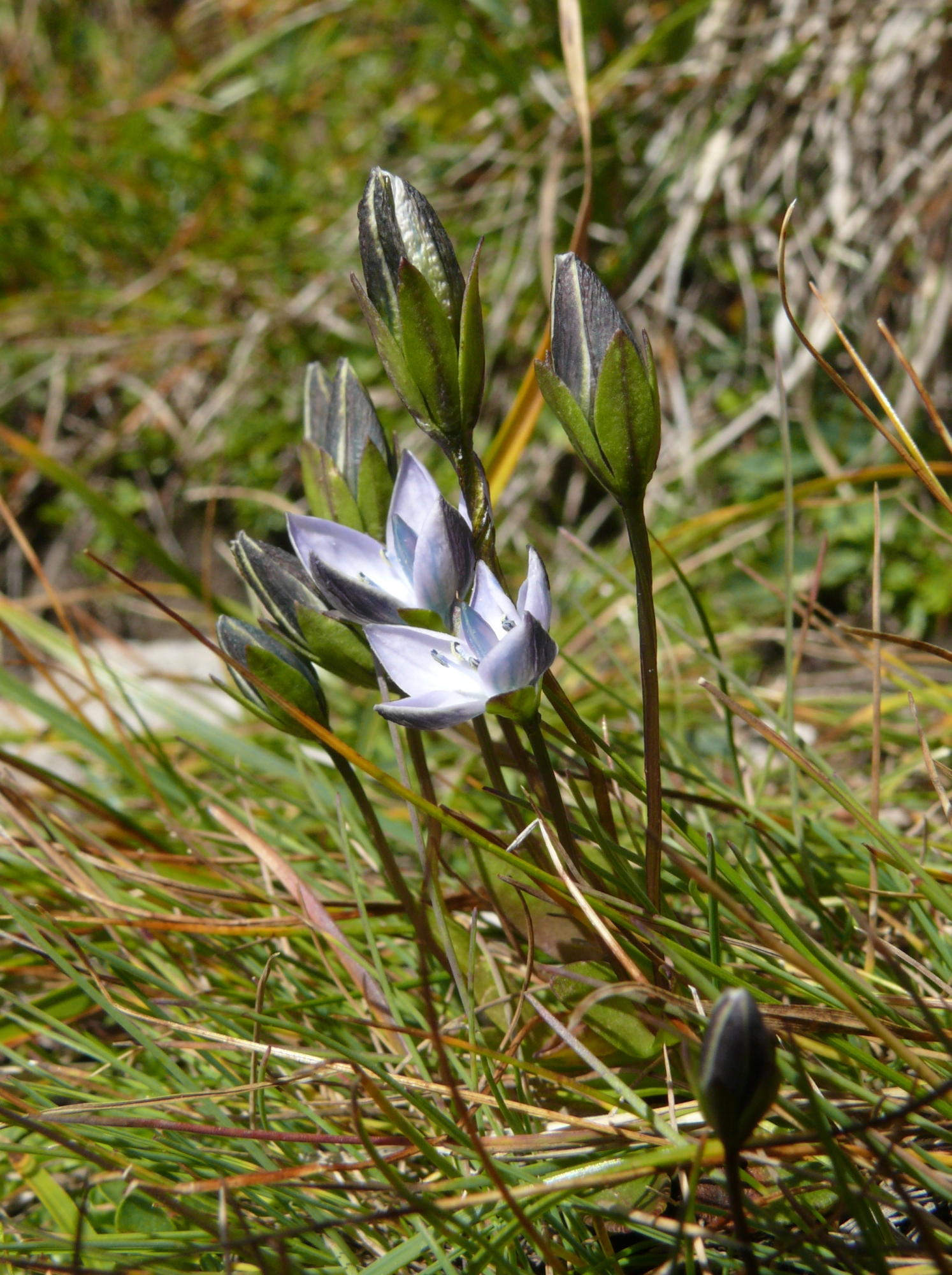
Kärntner Tauernblümchen (Lomatogonium carinthiacum)

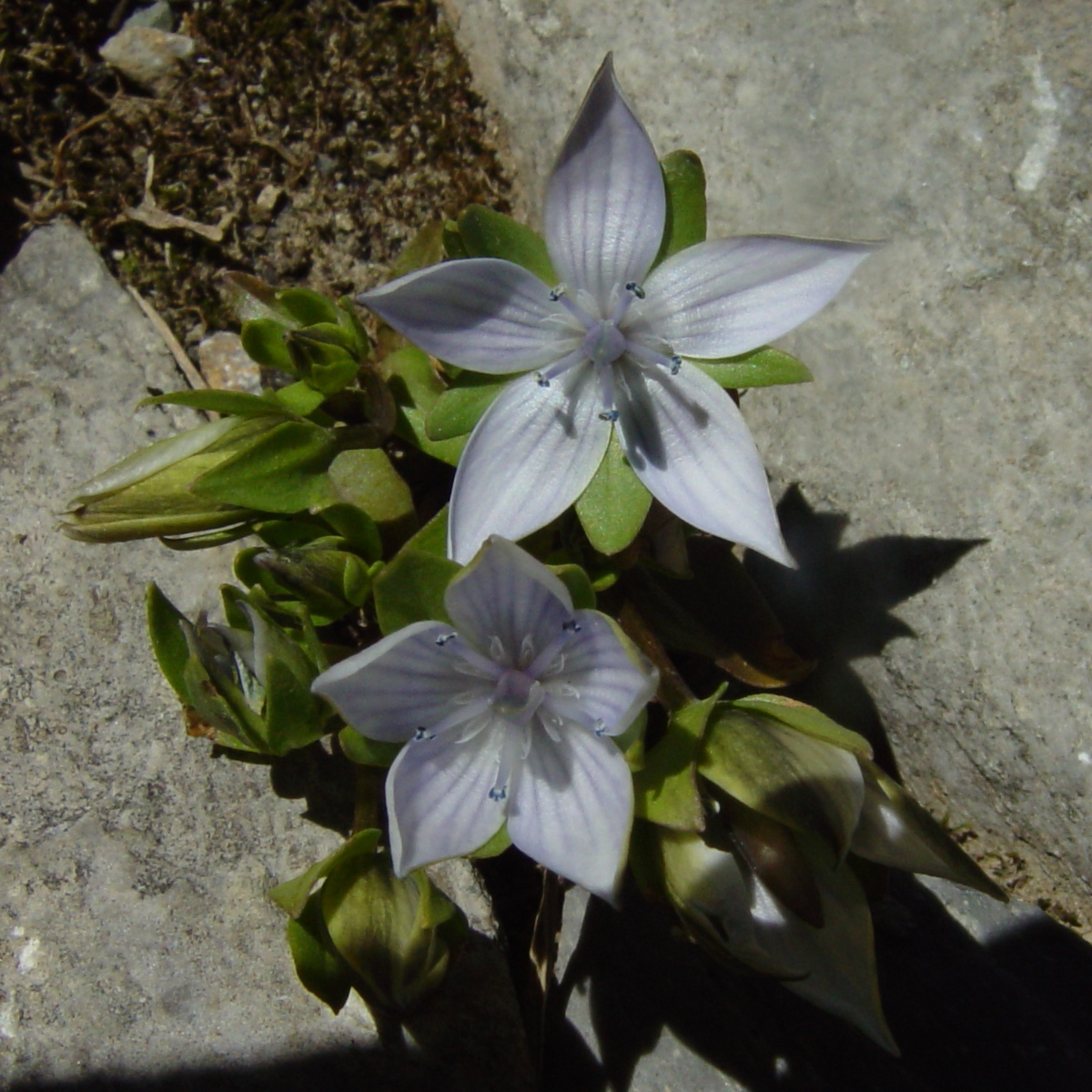
Radiärsymmetrische Blüten von oben

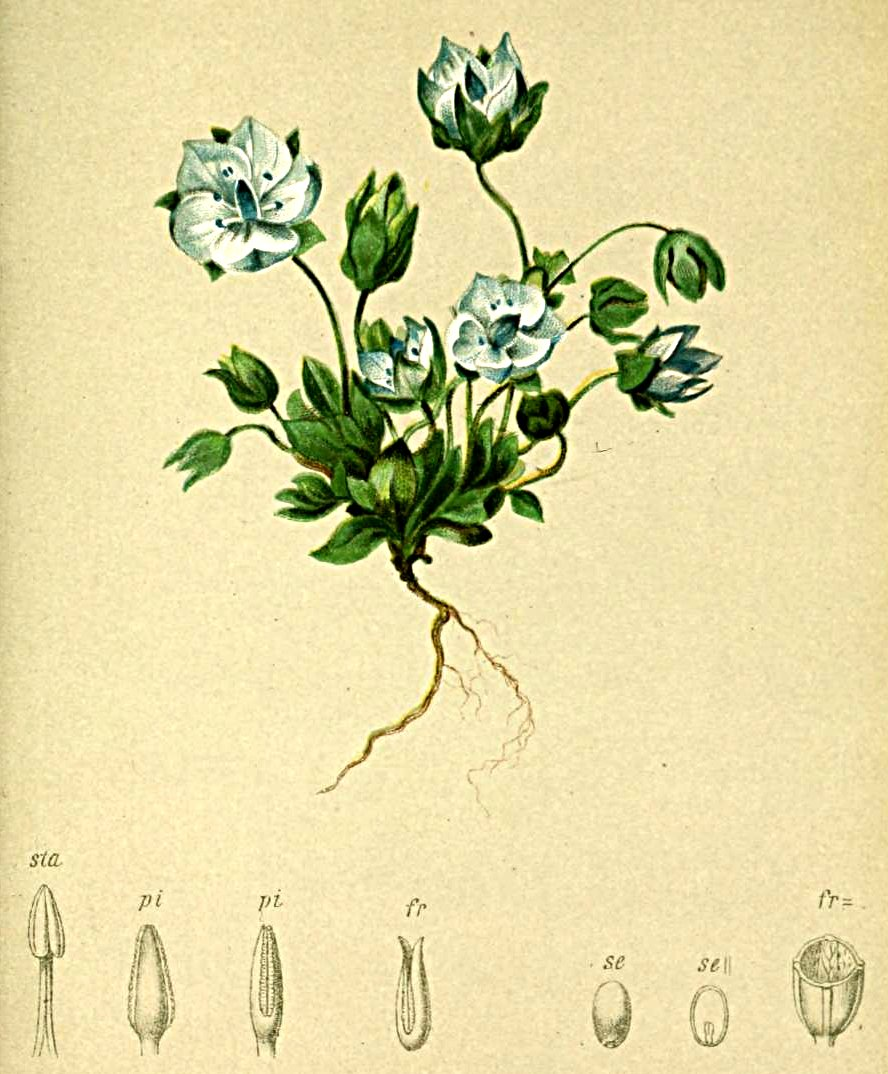
Illustration aus Atlas der Alpenflora

### Vegetative Merkmale
Das Kärntner Tauernblümchen ist eine einjährige krautige Pflanze und erreicht Wuchshöhen von 1 bis 12, selten bis zu 15 oder gar 30 Zentimetern. Der aufsteigende bis aufrechte Stängel ist meist vom Grund an etwas verzweigt, vierkantig und kahl.
Die Laubblätter sind nicht in Rosetten angeordnet. Bei den untersten Laubblätter sind die bei einer Länge von 1,5 bis 2 Zentimetern sowie einer Breite von 6 bis 8 Millimetern spatelförmig mit gerundetem oberen Ende einfachen Blattspreiten in einen kurzen Blattstiel verschmälert. Die anderen Laubblätter sind sitzend und ihre einfache Blattspreite. Die einfachen Blattspreite ist bei einer Länge von 0,4 bis 2 Zentimetern sowie einer Breite von 3 bis 7 Millimetern eiförmig bis lanzettlich oder elliptisch bis eiförmig-elliptisch mit stumpfer Basis und spitzem bis stumpfem oberen Ende. Der Mittelnerv ist deutlich erkennbar.

### Generative Merkmale
Die Blütezeit reicht von August bis September oder Oktober. Die Blüten befinden sich in lockeren end- und seitenständigen, zymösen Blütenständen Die ausgebreiteten bis aufrechten, kahlen Blütenstiele sind vierkantig oder einzeln endständig bei einer Länge von bis zu 6 Zentimetern relativ lang.
Die unterschiedlich großen, zwittrige Blüten sind radiärsymmetrisch und vier- oder fünfzählig mit doppelter Blütenhülle. Die vier oder fünf Kelchblätter sind nur an ihrer Basis zu einer 1 bis 1,5 Millimeter lange Kelchröhre verwachsen. Die fünf Kelchzipfel sind bei einer Länge von 4 bis 8, selten bis zu 11 Millimetern sowie einer Breite von 1,5 bis 2,5 Millimetern elliptisch bis eiförmig oder lanzettlich-eiförmig, selten lanzettlich mit stumpfer Basis und stumpfem bis selten spitzem oberen Ende; ein- bis dreinervig und am Grund sackförmig. Der Kelch ist kürzer als die Krone. Die vier oder fünf Kronblätter sind zu einer 1 bis 1,5 Millimeter langen Kronröhre verwachsen. Die Krone ist bei einem von Durchmesser von meist 12 bis 16 (8 bis 20) Millimetern radförmig. Die Farbe der Krone ist blau, blass-graublau bis weiß, an der Außenseite häufig leicht grünlich. Die vier oder fünf ausgebreiteten Kronlappen sind bei einer Länge von 0,8 bis 1,4 Zentimetern eiförmig-elliptisch mit spitzem oberen Ende. An der Basis der Kronblätter befinden sich auf ihrer Innenseite Nektardrüsen, die an ihrer Basis röhrig verwachsen sind, nach außen zeigen und zwei gefranste, offene Nektartäschchen bilden. Die vier oder fünf Staubblätter sind kürzer als der Fruchtknoten. Die Staubfäden sind 5 bis 7 Millimeter lang. Die blauen Staubbeutel sind bei einer Länge von 2 bis 2,5 Millimetern ellipsoid. Der Fruchtknoten ist länglich oder eiförmig-ellipsoid mit dreieckig spitzem oberen Ende. Ein Griffel fehlt. Die sitzenden Narben sind dreieckig und laufen beiderseits längs der Nähte am Fruchtknoten bis zu seiner Basis leistenförmig herab; daher auch der deutschsprachige Trivialname Saumnarbe.
Die Kapselfrucht ist etwa 1,5 Zentimeter lang enthält viele Samen. Die Samen sind 0,5 bis 0,7 Millimeter lang und 0,3 bis 0,5 Millimeter breit, glatt und ohne Hautrand.

### Chromosomensatz
Die Chromosomenzahl beträgt x =10; es liegt Tetraploidie mit einer Chromosomenzahl von 2n = 40 vor.

## Ökologie
Beim Kärntner Tauernblümchen handelt es sich um einen Therophyten.
Blütenökologisch handelt es sich Scheibenblumen mit freiliegendem Nektar. Das Kärntner Tauernblümchen ist gynodiözisch. Wenn Fremdbestäubung ausbleibt erfolgt spontane Selbstbestäubung innerhalb einer Blüte. Meist erfolgt Insektenbestäubung. Als Belohnung für Bestäuber ist Nektar vorhanden. Bestäuber sind Käfer, Fliegen, Syrphiden, Wespen sowie mittelrüsselige Bienen. Sowohl Selbst- als auch Fremdbefruchtung sind häufig. Es liegt Selbstkompatibilität vor, also führt Selbstbefruchtung  erfolgreich zum Samenansatz.
Diasporen sind die Samen. Die Ausbreitung der Diasporen erfolgt durch den Wind (Anemochorie).

## Vorkommen und Gefährdung
Es handelt sich um ein eurasiatisches Florenelement der Hochgebirge. Mit großen Verbreitungslücken in allen Tiefländern reicht Lomatogonium carinthiacum von den Gebirgen Zentralasiens, beispielsweise dem Himalaya über den Kaukasus und die Karpaten bis in die Alpen und kommt isoliert auf der japischen Insel Honshu, im russischen Kamtschatka und im subarktischen Nordamerika vor. Das Kärntner Tauernblümchen kommt in Europa nur in den Zentral- sowie Ostalpen und den Karpaten in Asien vor. In Asien gibt es Fundortangaben für Russland, Tadschikistan, Kirgisistan, Afghanistan, Pakistan, Indien, Japan, die Mongolei, Tibet und die chinesischen Provinzen Gansu, Hebei, Qinghai, Shanxi, Sichuan sowie nordwestliches Yunnan. In Europa gibt es Fundortangaben nur für Deutschland, Österreich, Liechtenstein, die Schweiz, Norditalien sowie Rumänien vor. Es kommt in den Ostalpen in Kärnten, Steiermark, Salzburg sowie Tirol, in Südtirol und in Deutschland nur im Raum Berchtesgaden vor.
Lomatogonium carinthiacum gilt in der Roten Liste der gefährdeten Pflanzenarten nach Metzing et al. 2018 als R = „extrem selten“. Das Kärntner Tauernblümchen ist in Deutschland ist nach Bundesnaturschutzgesetz (BNatSchG) seit 1. Januar 1987 „besonders geschützt“.
Lomatogonium carinthiacum erreicht in der Schweiz, in einem isolierten, gegen Westen vorgeschobenen Teilareal ihre absolute Westgrenze. Die internationale Verantwortung der Schweiz ist hoch. In der Schweiz sind nur wenige, isolierte Populationen vorhanden. Im Saatal ist Lomatogonium carinthiacum seit 1963 verschollen. Sie kommt in der Schweiz nur noch in Graubünden vor. Da die Bestände fortlaufende zurückgehen gilt Lomatogonium carinthiacum in der Schweiz als EN = „endangered“ = „stark gefährdet“.
Es wächst in kurzgrasigen, lückigen Weiderasen, in erdigen Rasenlücken und in Nacktriedrasen. Es kommt besonders über Intermediärgestein in der obermontanen bis alpinen Höhenstufe vor. Es ist lokal häufig, ansonsten aber selten. Es kommt vor allem im Elynetum, aber auch in Pflanzengesellschaften des Salicion herbaceae oder arktisch-alpiner Schwemmufergesellschaften (Caricion bicolori-atrofuscae) vor. Das Kärntner Tauernblümchen wächst in Höhenlagen von 1400 bis 2600 Metern. Im Kanton Wallis konnte man noch bis Mitte des letzten Jahrhunderts im Saastal im Überschwemmungsbereich der Saaservispa auf einer Fläche von 1800 Meter Länge und 250 Meter Breite etwa 4000 Exemplare beobachten. Am Kistenpass im Kanton Glarus erreichte das Kärntner Tauernblümchen 2760 Meter.
Die ökologischen Zeigerwerte nach Ellenberg sind: Lichtzahl 8 = Halblicht- bis Volllichtpflanze, Temperaturzahl 1 = Kältezeiger, Kontinentalitätszahl 5 = See-/Steppen-Übergangsklima zeigend, Feuchtezahl 5 = Frischezeiger, Feuchtewechsel keinen Wechsel der Feuchte zeigend, Reaktionszahl 7 = Schwachbasenzeiger, Stickstoffzahl 2 = ausgesprochene Stickstoffarmut bis Stickstoffarmut zeigend, Salzzahl 0 = nicht salzertragend, Schwermetallresistenz = nicht schwermetallresistent.
Die ökologischen Zeigerwerte nach Landolt et al. 2010 sind in der Schweiz: Feuchtezahl F = 4+w+ (nass aber stark wechselnd), Lichtzahl L = 4 (hell), Reaktionszahl R = 3 (schwach sauer bis neutral), Temperaturzahl T = 1+ (unter-alpin, supra-subalpin und ober-subalpin), Nährstoffzahl N = 1 (sehr nährstoffarm), Kontinentalitätszahl K = 3 (subozeanisch bis subkontinental).

## Taxonomie
Das Kärntner Tauernblümchen wurde am 13. August 1775 von Franz Xaver von Wulfen im Mölltal in Oberkärnten entdeckt. Die Erstveröffentlichung erfolgte 1781 unter dem Namen Swertia carinthiaca durch von Wulfen in Nikolaus Joseph von Jacquin: Miscellanea Austriaca ad Botanicam, ..., Volume 2, S. 53. Der Name Lomatogonium carinthiacum (Wulfen) A.Br. wurde 1830 durch Alexander Braun in Flora, Band 13, S. 221 ungültig veröffentlicht. Die Neukombination zu Lomatogonium carinthiacum (Wulfen) Rchb. wurde ein Jahr später 1831 durch Ludwig Reichenbach in Fl. Germ. Excurs., S. 421 gültig veröffentlicht. Weitere Synonyme für Lomatogonium carinthiacum (Wulfen) Rchb. sind: Gentiana carinthiaca (Wulfen) Froel., Pleurogyne carinthiaca (Wulfen) G.Don, Gentianella carinthiaca (Wulfen) Galasso, Banfi & Soldano, Lomatogonium cordifolium (Franch.) H.W.Li, Lomatogonium carinthiacum var. cordifolium (Franch.) Harry Sm., Pleurogyne carinata Edgew., Pleurogyne carinthiaca (Wulfen) Griseb., Pleurogyne carinthiaca var. cordifolia Franch.